# Microtus socialis
Друштвена волухарица (Microtus socialis) је сисар из реда глодара и породице хрчкова (лат. Cricetidae).

## Распрострањење
Врста има станиште у Азербејџану, Грузији, Ираку, Ирану, Јерменији, Казахстану, Кини, Киргистану, Либану, Русији, Сирији, Таџикистану, Турској, Узбекистану и Украјини.

## Станиште
Врста Microtus socialis има станиште на копну.

## Начин живота
Број младунаца које женка доноси на свет је обично 6-8.

## Угроженост
Ова врста није угрожена, и наведена је као последња брига јер има широко распрострањење.

### Популациони тренд
Популација ове врсте је стабилна, судећи по доступним подацима.